# Huayna Potosí
Huayna Potosí (6088 m) é um pico da Cordilheira dos Andes localizado na Bolívia, está situado a 25 km de La Paz, e une a linha da Cordillera Real ao maciço de Mamacora Taquesi e do Condoriri (ou Kondoriri) por uma cadeia de picos menores porém abruptos. A montanha é muito usada por alpinistas, seja para se prepararem para uma investida em montanhas maiores no Himalaia, ou mesmo para cursos de escalada no gelo. Um livro que conta um pouco sobre o alpinismo nessa montanha chama-se "Manual do Alpinista de Primeira Montanha", do jornalista brasileiro Tiago Toricelli.